# Sidi Ahmed Ou Amar
Sidi Ahmed Ou Amar (franska: Sidi Ahmed Ou Amar (CR), Sidi Ahmed Ou Amar (Commune Rurale), arabiska: مشرع العين) är en kommun i Marocko.   Den ligger i provinsen Taroudannt och regionen Souss-Massa, i den centrala delen av landet, 500 km sydväst om huvudstaden Rabat. Antalet invånare är 13 738.